# NGC 4875
NGC 4875 ist eine 14,7 mag helle Linsenförmige Galaxie vom Hubble-Typ S0 im Sternbild Haar der Berenike und etwa 360 Millionen Lichtjahre von der Milchstraße entfernt. Sie gehört zum Coma-Galaxienhaufen und wurde am 16. Mai 1885 von Guillaume Bigourdan entdeckt.